# Hans Piffrader
Hans Piffrader (Chiusa, 5 agosto 1888 – Bolzano, 25 novembre 1950) è stato uno scultore altoatesino.

## Biografia
Nacque a Chiusa, in Val d'Isarco, nell'attuale Alto Adige. La famiglia faceva parte di un'élite culturale e probabilmente le frequentazioni di artisti influenzarono la successiva carriera del giovane Hans, peraltro portato per le attività artistiche. 
Frequentò le scuole d'ordine inferiore nel paese natale e successivamente il liceo dei Francescani di Bolzano. Nel 1906 era iscritto all'istituto tecnico superiore ad Innsbruck, nel settore modellismo e disegno artistico.
La frequenza dell'Accademia a Vienna - nel 1911 - venne interrotta dallo scoppio della prima guerra mondiale, nella quale prestò servizio in qualità di ufficiale, come tenente dei Tiroler Kaiserjäger.
Nel 1918, per motivi di salute, venne congedato, potendo così riprendere gli studi artistici viennesi interrotti.
Vienna ancora in quel periodo era epicentro culturale e formativo di molti artisti poi divenuti famosi, come per esempio Egon Schiele ed egli lì conobbe Josef Thorak, che divenne suo amico e in seguito uno dei più celebrati artisti di regime durante il nazionalsocialismo in Germania.
Nel 1924 Piffrader rientrò a casa, a Chiusa, proseguendo la sua attività di disegnatore e scultore, ma viaggiando spesso in Europa per suo sviluppo professionale e in occasione di mostre in cui espose suoi lavori: Firenze, Parigi, Berlino. 
Una mostra collettiva che fece tappa in diverse città dell'area tedesca vide esposte anche le sue opere, assieme a quelle degli altri artisti tirolesi, tra cui Albin Egger-Lienz, i fratelli Albert Stolz, Ignaz Gabloner, Hugo Atzwanger.
In Italia, di cui la porzione di Tirolo a sud del Brennero faceva parte dal 1919 con il nome di Alto Adige, si era ormai imposto il regime fascista e l'intento celebrativo delle sue opere architettoniche abbisognava di adeguati valori artistici, soprattutto nel campo della scultura e della pittura. 
In questo periodo era organizzata localmente una grande occasione espositiva collettiva con sede a Bolzano, denominata "Biennale della Venezia Tridentina", che forniva lo stato dell'arte a livello locale.
È partendo da questa situazione generale che si giunse nel 1938, quando il consenso popolare per il regime ed il Duce era all'apice, ad una mostra allestita nei locali dell'appena terminato Istituto Tecnico Commerciale Cesare Battisti, nella via Cadorna a Bolzano.
Diversi artisti altoatesini spiccavano con le loro opere: Albert Stolz, Ignaz Gabloner, Erwin Merlet ed altri, tra cui Piffrader, che presentò un bassorilievo bronzeo con diversi simboli del regime, tuttora visibile in situ nella scuola, una copia del quale, in formato ridotto, venne anche in seguito donata a Mussolini.
In occasione delle opzioni, che ebbero luogo in Alto Adige a seguito del trattato di Berlino tra Hitler e Mussolini del 1939 e che prevedevano la possibilità di scelta tra la Germania (ed il connesso trasferimento nei territori del Reich) e l'Italia (restando cittadini italiani), Piffrader si era dichiarato per rimanere.
Proseguiva così una carriera sull'onda di incarichi governativi, che sarebbe però stato incongruo non accettare: rilievi ed incisioni su edifici pubblici ed infine, poco prima della guerra, un'opera imponente, un rilievo celebrativo della storia fascista intitolata "Il trionfo del fascismo" - per una superficie di quasi 200 metri quadrati sulla facciata di un grande edificio in costruzione nel centro della cosiddetta "Bolzano nuova": la nuova casa del fascio cittadina, posta di fronte all'altrettanto costruendo nuovo tribunale (attualmente "Piazza del tribunale", su "corso Italia").
Dopo l'esecuzione di tale opera - i cui rilievi vennero posti in opera completamente solo nel 1957, parecchi anni dopo la realizzazione e la morte dello scultore - la produzione artistica di Piffrader si rarefece fino a cessare, se si eccettuano piccoli lavori ed il modello per una "pietà" bronzea, solo in seguito realizzata effettivamente.
Il Südtiroler Künstlerbund, associazione di artisti altoatesini, lo elesse proprio presidente nel 1947, ma pochi anni dopo, il 25 novembre 1950, morì.

## L'arte di Piffrader
L'influenza delle correnti artistiche rappresentate nell'ambiente viennese, tra cui l'eco del movimento della secessione e le suggestioni fornite da artisti che - benché attualmente ne manchino le prove documentali - egli dovette personalmente conoscere, come per esempio lo stesso Schiele ed anche Alfred Kubin, si mescolarono all'esperienza del fronte, dove le situazioni vissute direttamente e gli orrori provati contribuirono a formare il suo retroterra di artista.
L'efficacia espressiva delle sue figure scarne e profonde, scavate dall'interno da una sofferenza intensa procedono probabilmente da questo sfondo biografico e culturale.
Anche la religiosità, elemento tradizionalmente caratterizzante il suo paese d'origine - si notino, tra le sue opere, le processioni - è un elemento che permea la produzione artistica di Piffrader.
In questo si rivela un legame, dall'artista stesso non negato, con un altro importante artista altoatesino, il pittore Albin Egger-Lienz.

## Opere
Non esiste attualmente una pubblicazione esaustiva su questo artista, forse anche a causa della sua attività posta al servizio del regime fascista durante il ventennio e pertanto neppure un elenco completo di opere. Alcune di esse, si tratta in questo caso di sculture, sono comunque le seguenti, tutte riferite, tuttavia, al periodo degli incarichi ufficiali e risentono quindi della necessaria esigenza celebrativa, sia nell'ispirazione, che - in parte - nelle forme:
- monumento ai Kaiserjäger in località Bergisel vicino a Innsbruck, 1923
- rilievo con insegne ispirate a quelle delle legioni romane a Bolzano, facciata della sede della Cassa di Risparmio di Bolzano, 1936 circa
- rilievo in bronzo intitolato "Veni, vidi, vici" raffigurante il "leone di Giuda" (allusione alla conquista dell'Abissinia) collocato presso l'atrio dell'Istituto Tecnico Cesare Battisti di Bolzano in via Cadorna, 1938[2]
- rilievo monumentale a nastro a Bolzano raffigurante il "Trionfo del fascismo", facciata dell'attuale Palazzo degli Uffici Finanziari (ex Casa del Fascio), 1940-1942[3]
- pietà in bronzo, a Bolzano, atrio dell'ospedale generale, dopo il 1950
- deposizione di Cristo in noce, a Bolzano nella cappella del cimitero
- rilievo in bronzo della deposizione di Cristo collocato presso il cimitero comunale di Merano (tomba privata)